# HD77072
HD77072 — хімічно пекулярна зоря спектрального класу A2, що має видиму зоряну величину в смузі V приблизно  8,3.
Вона  розташована на відстані близько 569,2 світлових років від Сонця.